# Sabine Egger
Sabine Egger (ur. 22 kwietnia 1977 w Klagenfurt am Wörthersee) – austriacka narciarka alpejska, brązowa medalistka mistrzostw świata juniorów oraz zdobywczyni Małej Kryształowej Kuli w klasyfikacji slalomu.

## Kariera
Po raz pierwszy na arenie międzynarodowej pojawiła się w 1994 roku, startując na mistrzostwach świata juniorów w Lake Placid. Zajęła tam 24. miejsce w supergigancie. Podczas rozgrywanych dwa lata później mistrzostw świata juniorów w Schwyz wywalczyła brązowy medal w slalomie, a w gigancie była czwarta.
W zawodach Pucharu Świata zadebiutowała 27 listopada 1994 roku w Park City, gdzie nie ukończyła pierwszego przejazdu slalomu. Pierwsze pucharowe punkty wywalczyła 18 grudnia 1994 roku w Sestriere, zajmując czwarte miejsce w slalomie. Na podium zawodów PŚ po raz pierwszy stanęła 7 marca 1997 roku w Mammoth Mountain, kończąc slalom na drugiej pozycji. W zawodach tych rozdzieliła Pernillę Wiberg ze Szwecji i Włoszkę Larę Magoni. W kolejnych startach jeszcze siedem razy stanęła na podium, odnosząc przy tym dwa zwycięstwa: 8 stycznia 1999 roku w Berchtesgaden i 29 grudnia 1999 roku w Lienzu była najlepsza w slalomie. W sezonie 1998/1999 zajęła 17. miejsce w klasyfikacji generalnej, a w klasyfikacji slalomu była najlepsza.
Wystartowała w slalomie na igrzyskach olimpijskich w Nagano w 1998 roku, zajmując piąte miejsce. Był to jej jedyny start olimpijski. W swej koronnej konkurencji była też czwarta podczas mistrzostw świata w St. Anton w 2001 roku i dziewiąta na mistrzostwach świata w Sankt Moritz dwa lata później.
W 2005 roku zakończyła karierę. Po zakończeniu czynnej kariery została fizjoterapeutą.

## Osiągnięcia

### Igrzyska olimpijskie
| Miejsce | Dzień     | Rok  | Miejscowość | Konkurencja | Czas biegu | Strata | Zwyciężczyni |
| ------- | --------- | ---- | ----------- | ----------- | ---------- | ------ | ------------ |
| 5.      | 19 lutego | 1998 | Nagano      | Slalom      | 1:32,40    | +0,82  | Hilde Gerg   |

### Mistrzostwa świata
| Miejsce | Dzień     | Rok  | Miejscowość       | Konkurencja | Czas biegu | Strata | Zwyciężczyni       |
| ------- | --------- | ---- | ----------------- | ----------- | ---------- | ------ | ------------------ |
| DNF2    | 5 lutego  | 1997 | Sestriere         | Slalom      | 1:43,88    | -      | Deborah Compagnoni |
| DNF2    | 13 lutego | 1999 | Vail/Beaver Creek | Slalom      | 1:33,97    | -      | Zali Steggall      |
| 4.      | 7 lutego  | 2001 | St. Anton         | Slalom      | 1:32,95    | +1,18  | Anja Pärson        |
| 9.      | 15 lutego | 2003 | Sankt Moritz      | Slalom      | 1:39,55    | +2,07  | Janica Kostelić    |

### Mistrzostwa świata juniorów
| Miejsce | Dzień     | Rok  | Miejscowość | Konkurencja | Czas biegu | Strata | Zwyciężczyni    |
| ------- | --------- | ---- | ----------- | ----------- | ---------- | ------ | --------------- |
| 24.     | 11 marca  | 1994 | Lake Placid | Supergigant | 1:23,29    | +6,22  | Hilde Gerg      |
| 4.      | 29 lutego | 1996 | Schwyz      | Gigant      | 2:07,15    | +3,66  | Karen Putzer    |
| 3.      | 2 marca   | 1996 | Schwyz      | Slalom      | 1:43,79    | +0,81  | Sandra Hälldahl |

### Puchar Świata

#### Miejsca w klasyfikacji generalnej
- sezon 1994/1995: 72.
- sezon 1995/1996: 70.
- sezon 1996/1997: 33.
- sezon 1997/1998: 20.
- sezon 1998/1999: 17.
- sezon 1999/2000: 23.
- sezon 2000/2001: 57.
- sezon 2001/2002: 60.
- sezon 2002/2003: 45.
- sezon 2003/2004: 37.
- sezon 2004/2005: 48.

#### Miejsca na podium w zawodach Pucharu Świata
1. Mammoth Mountain – 7 marca 1997 (slalom) – 2. miejsce
2. Åre – 29 stycznia 1998 (slalom) – 3. miejsce
3. Park City – 21 listopada 1998 (slalom) – 2. miejsce
4. Berchtesgaden – 8 stycznia 1999 (slalom) – 1. miejsce
5. Serre Chevalier – 5 grudnia 1999 (slalom) – 3. miejsce
6. Lienz – 29 grudnia 1999 (slalom) – 1. miejsce
7. Maribor – 6 stycznia 2000 (slalom) – 3. miejsce
8. Park City – 23 listopada 2002 (slalom) – 3. miejsce